# Prat de Llobregat
Prat - Centre – planowana stacja metra w Barcelonie, na linii 2 i 9 i, w El Prat de Llobregat.